# Hovedserien 1952-1953
L'edizione 1952-53 della Hovedserien vide la vittoria finale del Larvik Turn.
Capocannoniere del torneo furono Gunnar Thoresen (Larvik Turn) e Per Jacobsen (Odd), con 15 reti.

## Classifica finale

### Gruppo A
|   | Classifica  | G  | V  | N | P  | GF | GS | Pt |
| - | ----------- | -- | -- | - | -- | -- | -- | -- |
| 1 | Skeid       | 14 | 10 | 3 | 1  | 48 | 10 | 23 |
| 2 | Fredrikstad | 14 | 7  | 4 | 3  | 40 | 19 | 18 |
| 3 | Sarpsborg   | 14 | 7  | 4 | 3  | 20 | 17 | 18 |
| 4 | Viking      | 14 | 7  | 3 | 4  | 23 | 17 | 17 |
| 5 | Strømmen    | 14 | 6  | 3 | 5  | 30 | 21 | 15 |
| 6 | Varegg      | 14 | 3  | 2 | 9  | 16 | 39 | 8  |
| 7 | Brann       | 14 | 2  | 3 | 9  | 9  | 36 | 7  |
| 8 | Årstad      | 14 | 2  | 2 | 10 | 11 | 38 | 6  |

### Gruppo B
|   | Classifica       | G  | V  | N | P  | GF | GS | Pt |
| - | ---------------- | -- | -- | - | -- | -- | -- | -- |
| 1 | Larvik Turn      | 14 | 10 | 2 | 2  | 44 | 11 | 22 |
| 2 | Asker            | 14 | 6  | 7 | 1  | 20 | 14 | 19 |
| 3 | Lillestrøm       | 14 | 6  | 4 | 4  | 25 | 22 | 16 |
| 4 | Sandefjord BK    | 14 | 6  | 3 | 5  | 25 | 32 | 15 |
| 5 | Odd              | 14 | 5  | 3 | 6  | 34 | 30 | 13 |
| 6 | Sparta Sarpsborg | 14 | 5  | 2 | 7  | 15 | 22 | 12 |
| 7 | Lyn              | 14 | 3  | 2 | 9  | 24 | 31 | 8  |
| 8 | Ranheim          | 14 | 3  | 1 | 10 | 12 | 37 | 7  |

### Finale scudetto
| Larvik Turn | 3 – 2 | Skeid |

### Verdetti
- Larvik Turn Campione di Norvegia 1952-53.
- Brann, Årstad, Lyn e Ranheim retrocesse in Landsdelsserien.